# Inbränning

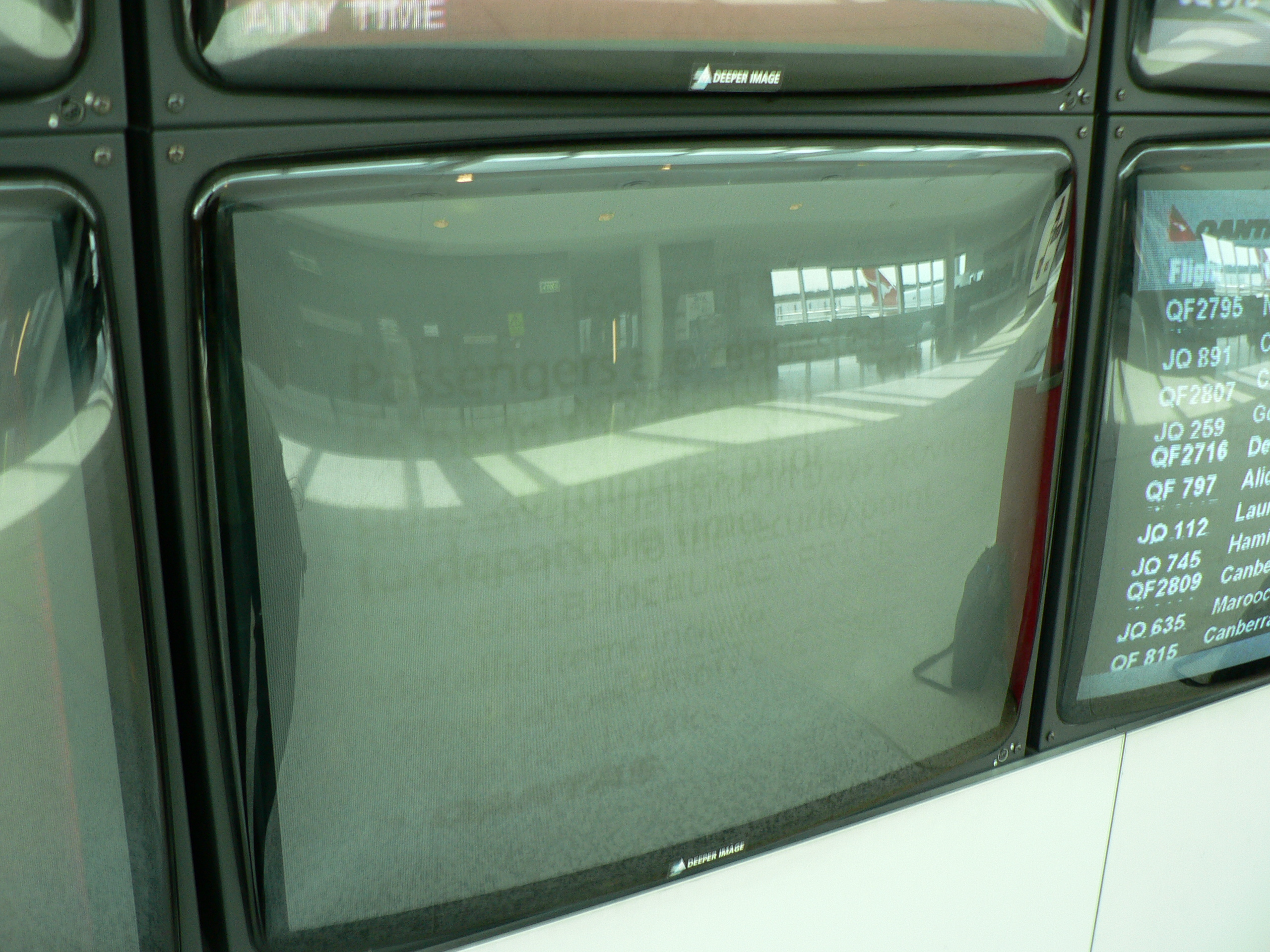
Inbränd skärm, vilket syns eftersom skärmen är avstängd.

Inbränning är ett icke önskvärt fenomen som kan uppstå på olika typer av bildskärmar och TV-apparater under vissa förhållanden. Om samma statiska bild visas under en längre tid, så kan bilden brännas in eller fastna på bildskärmen. Orsaken är att fosforerna på bildytan används i olika omfattning och därmed åldras olika mycket, vilket leder till att vissa partier av bildytan blir ljussvagare än andra.
En inbränd bild syns tydligast när bildskärmen visar ljusa enfärgade partier, varpå den framträder som en skuggbild. Det syns även ofta tydligt om skärmen är avstängd.
Problemet var vanligt på datorskärmar och datorspel, som ofta visade samma bild dag ut och dag in. För att motverka detta uppfanns skärmsläckare som vid inaktivitet varierade skärmbildens färger och innehåll med jämna mellanrum.
Olika bildskärmsteknologier och fabrikat är olika känsliga för inbränning. Generellt sett gäller att ju nyare bildskärm, desto mindre känslighet eftersom tillverkarna förbättrar hållbarheten i fosforerna.
Inbränning kallas också den testprocess som används vid produktion av elektronik. Processens syfte är att stimulera fram latenta fel i ett aktuellt exemplar av produkten.
Mall:Inga länkar
Phosphor burnout är en oåterkallelig skada på fosfor på skärmen CRT eller plasmapanel. Ett liknande fenomen med subpixel-utbränning är typiskt för OLED- och AMOLED-skärmar. Uppstår på grund av överhettning av sektionen av fosforbeläggningen följt av dess förångning, såväl som på grund av radiolys av fosforn under verkan av en elektronstråle, och är vanligtvis förknippad med långtidsprojektion av en statisk bild (till exempel av en statisk datortext eller skrivbordselement). OLED-skärmar försämrar egenskaperna hos organic LEDs på grund av överhettning och långvarig exponering för elektrisk ström, vilket minskar ljusstyrkan hos subpixlar över tiden.
För att förhindra att fosforn brinner ut rekommenderas det att använda programmet-skärmsläckare eller helt enkelt stänga av displayen när den inte används.
För enheter med en OLED-skärm rekommenderas det att använda ett mörkt tema, ändra tapeten och platsen för ikonerna på skrivbordet med jämna mellanrum, använd maximal ljusstyrka endast när det är nödvändigt för att förhindra att pixlar brinner ut. Vanligtvis bränner skärmarna upp ovanifrån (klockan skrivs ut, batteriindikator, nätverksindikator, väckarklockaikon) och de virtuella tangenterna tangentbord skrivs ut över tiden.